# Éric Loussouarn
Ne doit pas être confondu avec Yvon Loussouarn.
Éric Loussouarn est un footballeur professionnel français né le 27 août 1974 à Pont-l'Abbé (Finistère). Il évoluait au poste de gardien de but.

## Biographie
Il intègre le centre de formation du FC Nantes en 1989. Régulièrement sélectionné dans les équipes de France de jeunes, il est Champion de France des moins de 17 ans avec le FC Nantes en 1991. 
Il est l'un des plus jeunes gardiens de but à évoluer en Ligue 1, à l'âge de seulement 17 ans. Il participe au titre de Champion de France 1994/1995 du FC Nantes. 
En 1999, il quitte le FC Nantes pour l'EA Guingamp dont il contribue à la montée en Ligue 1. Lors de la saison 2000/2001, les lecteurs du journal Ouest-France le désignent meilleur joueur des clubs bretons devant Bernard Lama et Julien Escudé [réf. nécessaire]. 
Au total, Loussouarn dispute 75 matchs en Division 1 et 33 matchs en Division 2.
À la fin de sa carrière, il devient entraîneur de football spécialiste des gardiens de but au FC Nantes.

## Carrière
- 1989-1999 :  FC Nantes
- → 1997-1998 :  LB Châteauroux
- 1999-2004 :  EA Guingamp[1]

## Palmarès
- Champion de France en 1995 avec le FC Nantes